# Matteo Mantero
Matteo Mantero (Loano, 23 août 1974) est un homme politique italien.

## Biographie
En 2013, il est élu désputé de la circonscription Ligurie pour le Mouvement 5 étoiles.